# Conclave de 1294

Brasão papal de Sua Santidade o Papa Bonifácio VIII

O conclave papal ocorrido entre 23 a 24 de dezembro de 1294 resultou na eleição do cardeal Benedetto Caetani como Papa Bonifácio VIII depois da renúncia do Papa Celestino V.

## A renúncia de Celestino V
Celestino V, fundador da Ordem dos Celestinos, muito apreciado e venerado por sua santidade, foi eleito para o papado em 7 de julho de 1294, como uma opção de compromisso depois de mais de dois anos de sede vacante. Logo se fez claro que este santo eremita era totalmente incompetente e inadequado para um trabalho de tanto peso como o de papa. Admitindo sua própria incompetência pouco depois de sua eleição, Celestino expressou seu desejo de abdicar e regresar a sua cova solitária nas montanhas dos Abruzos. Ainda assim, antes de fazê-lo, publicou duas bulas:
- A primeira bula estabeleceu as normas relativas à abdicação de um papa.
- A segunda bula (Quia in futurum, 28 de setembro de 1294) restaurou a constituição Ubi periculum, que estabelecia o conclave papal, que fora suspensa pelo Papa Adriano V.

Durante seu curto papado, também criou 13 novos cardeais. Finalmente, em 13 de dezembro de 1294, Celestino V renunciou ao papado em Nápoles, três dias depois de confirmar a restauração da instituição do conclave papal.

## Cardeais eleitores
No conclave participaram seguramente 22 cardeais. Um 23.º cardeal, Francesco Ronci, não participou talvez porque já estivesse falecido (ele morreu em uma data desconhecida depois de 13 de outubro).

### Cardeais presentes
| Criado por              | Cardeais | Por Cento |
| ----------------------- | -------- | --------- |
| Papa Urbano IV (UIV)    | 01       | 4,55 %    |
| Papa Nicolau III (NIII) | 03       | 13,64 %   |
| Papa Honório IV (HIV)   | 01       | 4,55 %    |
| Papa Nicolau IV (NIV)   | 05       | 22,73 %   |
| Papa Celestino V (CV)   | 012      | 54,55 %   |
| Total                   | 22       | 100 %     |

- Gerardo Bianchi (NIII)
- Giovanni Boccamazza (HIV)
- Hugues Aycelin de Billom, O.P. (NIV)
- Matteo d'Acquasparta, O.F.M. (NIV)
- Simon de Beaulieu (CV)
- Bérard de Got (CV)
- Benedetto Caetani (eleito com o nome Bonifácio VIII) (MIV)
- Pietro Peregrosso, O.F.M. (NIV)
- Tommaso d'Ocra, O.S.B.Coel. (CV)
- Jean Le Moine (CV)
- Pietro de L'Aquila, O.S.B.Cas. (CV)
- Guillaume Ferrières (CV)
- Nicolas de Nonancour de l'Aide (CV)[4]
- Robert de Pontigny, O.Cist. (CV)
- Simon de Armentières, O.S.B.Clun. (CV)
- Giovanni di Castrocoeli, O.S.B.Cas. (CV)
- Matteo Rosso Orsini (UIV)
- Giacomo Colonna (NIII)
- Napoleone Orsini Frangipani (NIV)
- Pietro Colonna (NIV)
- Landolfo Brancaccio (CV)
- Guglielmo de Longhi (CV)

### Ausentes
Não participou do conclave:
- Francesco Ronci[4]

## O Conclave
Em 23 de dezembro de 1294, os cardeais se reuniram no Castel Nuovo de Nápoles para a eleição do sucessor de Celestino V. Na primeira votação da tarde desse dia, o cardeal Matteo Orsini Rosso foi eleito, mas se negou a aceitar a dignidade papal. No dia seguinte, véspera de Natal, o cardeal Benedetto Caetani, arcipreste do Colégio Cardinalício, recebeu a maioria necessária e tomou o nome de Bonifácio VIII. Pouco depois de sua eleição, regressou a Roma, onde em 23 de janeiro de 1295, foi consagrado episcopado pelo Cardeal-Decano Hugues Aycelin de Billom de Óstia e coroado por Matteo Orsini Rosso.